# Колб, Виктория Олеговна
Виктория Олеговна Колб (бел. Вікторыя Алегаўна Колб; род. 26 октября 1993, Барановичи, Брестская область) — белорусская легкоатлетка, специалистка по толканию ядра. Выступала за сборную Белоруссии по лёгкой атлетике в 2010-х годах, чемпионка Европы среди молодёжи, многократная призёрка первенств национального значения, участница ряда крупных международных турниров. Мастер спорта Республики Беларусь международного класса.

## Биография
Виктория Колб родилась 26 октября 1993 года в городе Барановичи Брестской области.
Впервые заявила о себе в лёгкой атлетике на международном уровне в сезоне 2010 года, когда вошла в состав белорусской национальной сборной и выступила на юношеских Олимпийских играх в Сингапуре, где в зачёте толкания ядра с результатом 14,61 метра стала шестой.
В 2011 году в той же дисциплине стартовала на юниорском европейском первенстве в Таллине (13,95).
В 2012 году отметилась выступлением на юниорском мировом первенстве в Барселоне (14,25).
В 2014 году выиграла бронзовую медаль в молодёжной категории на Кубке Европы по зимним метаниям в Лейрии (16,81).
В 2015 году вновь стала бронзовой призёркой среди молодёжи на Кубке Европы по зимним метаниям в Лейрии (16,46), одержала победу на молодёжном европейском первенстве в Таллине (17,47).
Начиная с 2016 года выступала среди взрослых спортсменок, в частности толкала ядро на взрослом чемпионате Европы в Амстердаме (16,27).
В 2017 году стартовала на чемпионате Европы в помещении в Белграде (17,22). Будучи студенткой, представляла Белоруссию на Универсиаде в Тайбэе — в финале толкнула ядро на 16,58 метра, расположившись в итоговом протоколе соревнований на восьмой строке.
В июне 2018 года на соревнованиях в Бресте установила свой личный рекорд в толкании ядра — 18,16 метра. Принимала участие в чемпионате Европы в Берлине — благополучно преодолела предварительный квалификационный этап, тогда как в финале с результатом 17,50 метра заняла итоговое восьмое место.
В 2019 году выступила в толкании ядра на чемпионате Европы в помещении в Глазго, где показала результат 17,11 метра и в финал не вышла.
За выдающиеся спортивные достижения удостоена почётного звания «Мастер спорта Республики Беларусь международного класса».
В 2020 году Виктория Колб провалила допинг-тест — в её пробе обнаружили следы селективного модулятора андрогенных рецепторов лигандрола (LGD-4033). В итоге Национальное антидопинговое агентство Белоруссии дисквалифицировало её сроком на четыре года, при этом все её результаты с 21 февраля 2020 года были аннулированы.